# John Van Denburgh

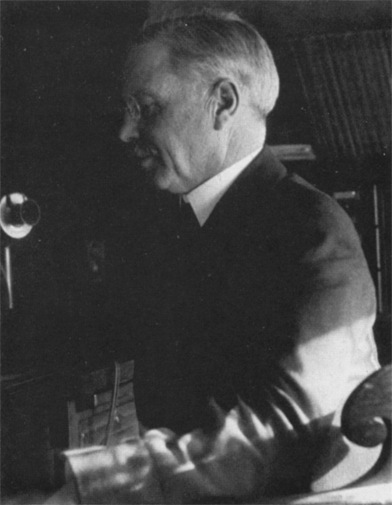
John Van Denburgh.

John Van Denburgh (São Francisco, 23 de agosto de 1872 - 1924) foi um herpetólogo da Califórnia, Estados Unidos.